# Rueil – Suresnes Mont-Valérien (stanice metra v Paříži)
Rueil – Suresnes Mont-Valérien je budoucí stanice pařížského metra na lince 15, která se bude nacházet ve městě Rueil-Malmaison v departementu Hauts-de-Seine. Má být otevřena do roku 2031.

## Vývoj
Stanice byla původně pojmenována podle svého názvu projektu Rueil – Suresnes Mont-Valérien. Oficiální název stanice byl určen na základě veřejné debaty, která proběhla od 28. listopadu do 12. prosince 2022 mezi dvěma návrhy: Rueil - Suresnes a Arsenal.